# شركة يونيفيرسال فلم
شركة يونيفيرسال فيلم، تم اختصاره إلى UFA ( تُلفظ بالألمانية: [ˈuːfa]  ( سماع)، هي شركة ألمانية للإنتاج السينمائي والتلفزيوني توحد جميع أنشطة الإنتاج لشركة برتلسمان في ألمانيا. يرجع تاريخها إلى Universum Film AG التي كانت شركة أفلام ألمانية كبرى مقرها في بابلسبيرج، وتنتج وتوزع الصور الاحترافية من عام 1917 حتى نهاية العصر النازي.
تم إنشائها في 18 ديسمبر 1917، كاستجابة مباشرة للمنافسة الأجنبية في الأفلام والدعاية. تأسست UFA من قبل كونسورتيوم يرأسه إميل جورج فون ستاوس، عضو مجلس إدارة دويتشه بنك السابق. 
في عام 1925، أجبرت الضغوط المالية الشركة على الدخول في اتفاقيات توزيع مع الاستوديوهات الأمريكية باراماونت بيكتشرز ومترو غولدوين ماير لتشكيل Parufamet.
في مارس 1927، اشترى ألفريد هوغنبرغ، رجل الأعمال الإعلامي الألماني المؤثر ووزير الاقتصاد والزراعة والتغذية في حكومة هتلر في وقت لاحق، الشركة ونقلها إلى الحزب النازي في عام 1933.
في عام 1942، نتيجة لسياسة «التنسيق القسري» النازية المعروفة باسم جلايش شالتونج UFA وجميع منافسيها بما في ذلك Tobis وTerra وBavaria Film وWien-Film، تم تجميعها مع شركات إنتاج الأفلام الأجنبية التي تسيطر عليها النازية لتشكيل الشركة الفائقة UFA-Film GmbH (Ufi)، ومقرها في برلين.

## روابط خارجية
- مقالات تستعمل روابط فنية بلا صلة مع ويكي بيانات
- الموقع الرسمي
- س. خامسا: تراومفابريك أوند ستاتسكونزيرن. Die Geschichte der UFA. - على www.filmportal.de ، مرتبط في 1 أغسطس 2013
- Ateliers in Potsdam-Babelsberg | معرض في بوتسدام بابلسبيرغ
- أتيليه برلين تمبلهوف أتيليه برلين تمبلهوف
- Carl Froelich-Ateliers | Carl Froelich-Ateliers
- Murnau-Stiftung Murnau-Stiftung ، خليفة قانوني ل UFA القديم
- معرض ومتحف ملصقات ملصقات UFA وإشعارات الأفلام في سنوات ما قبل الحرب (باللغة الألمانية فقط)
- موقع شركة Universum Film GmbH ، مزود فيديو مستقل (مستقل عن الاستوديو)
- UFA و التسلسل الزمني للفيلم الألماني
- «مصنع الأحلام والمشاريع الحكومية: تاريخ UFA»
- Filmmuseum Potsdam
- ستوديو بابلسبيرج
- مكتبة أفلام DEFA ومتجر عبر الإنترنت
- كلية كونراد وولف للسينما والتلفزيون
- (بالإنجليزية) Wolf Bauer (منتج أفلام) على قاعدة بيانات أفلام الإنترنت
- وولف باور (منتج فيلم) في filmportal.de
- وولف باور في UFA.de[وصلة مكسورة]
- (بالألمانية) مقابلات مع Wolf Bauer في Die Zeit و Wirtschaftswoche و W&V
- kress.de صورة وولف باور
- Documents and clippings about UFA GmbH